# Сабери, Роксана
Роксана Сабери (перс. رکسانا صابری‎, родилась 1977) — американо-иранская журналистка, которая была арестована в Иране в феврале 2009 года, первоначально по обвинению в покупке бутылки вина, что запрещено согласно законам Ирана. Была обвинена в работе без аккредитации, удостоверение журналиста было аннулировано в 2006 году; 8 апреля 2009 года иранское правительство обвинило Сабери в шпионаже. Журналистку приговорили к восьмилетнему тюремному сроку 11 мая 2009 года апелляционный суд сменил причину её обвинения на кражу секретной информации, что она также отрицает, и смягчил ей это наказание до 2 лет условно. В заключении она в общей сложности провела 100 дней; в настоящее время она продолжает писать статьи о Ближнем Востоке и Иране.
После освобождения Роксана написала книгу Between Two Worlds: My Life and Captivity in Iran (рус. «Между двумя мирами: Моя жизнь и заключение в Иране»), которая была выпущена издательством HarperCollins 30 марта 2010 года и в 2011 году переведена на немецкий язык. Она также неоднократно выступала в защиту иранских «узников совести» и иранцев, задержанных после президентских выборов 2009 года в стране.

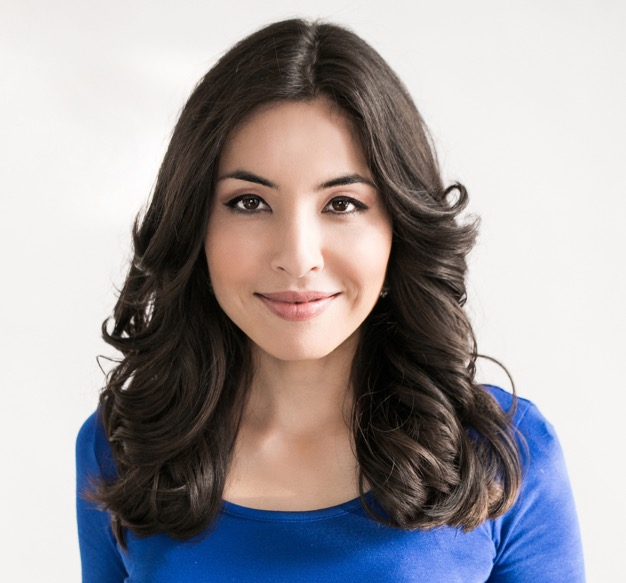
Сабери в 2014 году

Награды Сабери включают в себя Медильскую медаль Мужества, которую она получила в 2008 году, Премию свободы прессы имени Иларии Альпи 2009 года, Премию доблести от Национальной ассоциации студенческого спорта 2009 года и Премию от Проекта демократии на Ближнем Востоке 2010 года. С 2013 года работает на Al Jazeera America.
Победила на региональном конкурсе Мисс Северная Дакота в 1997 году.